# Немає невідомих солдатів
«Немає невідомих солдатів» — радянський художній фільм 1965 року, знятий на Кіностудії ім. О. Довженка.

## Сюжет
Прообраз героїні — юна розвідниця Герой Радянського Союзу Марія Боровиченко. Події відбуваються під час оборони Києва на початку Німецько-радянської війни. За спогадами двічі Героя Радянського Союзу генерал-полковника О. І. Родимцева (в літературному записі П. Сєвєрова) «Машенька з Мишоловки», опублікованих в журналі «Юність».

## У ролях
- Наталія Ричагова — Маша Савченко
- Павло Іванов — Михайло Кравченко, військфельдшер
- Юрій Назаров — капітан
- Світлана Данильченко — Юлія
- Віктор Мірошниченко — Петро Чумак, кравець до війни
- Йосип Лагідзе — Серго Меліава, солдат
- Олександр Мовчан — Соболяк, старший лейтенант
- Дмитро Мілютенко — Бімба, двірник
- Віктор Халатов — Ісаак Маркович, аптекар
- Ганна Ніколаєва — Сонечка, дружина аптекаря
- Володимир Алексеєнко — Василь Тихонович, дідусь Маші
- Віталій Дорошенко — Ваня Ніконоров, солдат
- Гертруда Двойникова — Анна Іванівна, мама Михайла
- В'ячеслав Єзепов — німецький солдат з грамофоном
- Микола Гринько — військлікар
- Володимир Гончаров — полковник
- Софія Карамаш — вагоновожата
- Віктор Поліщук — поранений з перев'язаними руками
- Віра Предаєвич — покупчиня в аптеці, яка вмовляла аптекаря евакуюватися з Києва
- Олександр Лук'янов — кулеметник
- Маргарита Криницина — жінка, яка копала оборонний рів; мати хлопчика, що пале
- Ніна Антонова — Галя, дружина Чумака
- Борислав Брондуков — солдат
- Микола Засєєв-Руденко — шофер
- Галина Сліпенко — жінка в черзі на здачу крові
- Вітольд Янпавліс — радянський офіцер
- Олег Комаров — німецький солдат
- Варвара Чайка — санітарка
- Марія Капніст — пильна громадянка
- Валентин Черняк — комісар
- Володимир Волков — солдат
- В'ячеслав Воронін — поранений солдат
- Валерій Рижаков — Кандиба

## Знімальна група
- Режисерка — Суламіф Цибульник
- Сценарист — Ефраїм Севела
- Оператор — Микола Кульчицький
- Композитор — Віталій Філіпенко
- Художник — Микола Резник